# Sciurocheirus alleni cameronensis
Il galagone di Calabar o galagone del Camerun (Sciurocheirus alleni cameronensis (Peters, 1876)) è un primate strepsirrino della famiglia dei Galagidi diffuso in Nigeria e Camerun.

## Distribuzione
Questa sottospecie vive nell'area costiera compresa fra il Camerun occidentale e la Nigeria sud-orientale.

## Descrizione

### Dimensioni
Misura fino a 40 cm, di cui più di metà spettano alla coda.

### Aspetto
Il pelo è grigio-bruno scuro nella zona dorsale e grigio in quella ventrale.

Possiede grandi occhi dotati di tapetum lucidum per una visione notturna e due altrettanto grandi orecchie mobili indipendentemente l'una dall'altra.

Le mani possiedono lunghe dita dai polpastrelli rigonfi, per una maggiore presa sui rami. La lunga coda serve per mantenersi in equilibrio.

## Biologia
Si tratta di animali notturni e arboricoli: di notte vanno da soli in cerca di cibo, mentre di giorno si riuniscono in nidi comuni per dormire ed al crepuscolo praticano le attività di grooming. I maschi sono più solitari delle femmine, che spesso non si allontanano mai dal territorio materno. Per comunicare, oltre alle vocalizzazioni, questi animali utilizzano i secreti ghiandolari ed il contatto fisico.

### Alimentazione
Si tratta di animali onnivori: la loro dieta si ripartisce equamente fra frutti maturi ed invertebrati.